# Motorrad-Weltmeisterschaft 1990
Die Motorrad-WM-Saison 1990 war die 42. in der Geschichte der FIM-Motorrad-Straßenweltmeisterschaft.
In den Klassen bis 500 cm³ und bis 250 cm³ wurden 15, in der Klasse bis 125 cm³ 14 und bei den Gespannen 13 Rennen ausgetragen.

## Punkteverteilung
| Punktewertung | Punktewertung | Punktewertung | Punktewertung | Punktewertung | Punktewertung | Punktewertung | Punktewertung | Punktewertung | Punktewertung | Punktewertung | Punktewertung | Punktewertung | Punktewertung | Punktewertung | Punktewertung |
| ------------- | ------------- | ------------- | ------------- | ------------- | ------------- | ------------- | ------------- | ------------- | ------------- | ------------- | ------------- | ------------- | ------------- | ------------- | ------------- |
| Platz         | 1             | 2             | 3             | 4             | 5             | 6             | 7             | 8             | 9             | 10            | 11            | 12            | 13            | 14            | 15            |
| Punkte        | 20            | 17            | 15            | 13            | 11            | 10            | 9             | 8             | 7             | 6             | 5             | 4             | 3             | 2             | 1             |

In die Wertung kamen alle erzielten Resultate.

## 500-cm³-Klasse

### Teams und Fahrer
| Team                               | Hersteller       | Motorrad       | Nr.         | Fahrer               | Läufe                 |
| ---------------------------------- | ---------------- | -------------- | ----------- | -------------------- | --------------------- |
| Team Rothmans / Kanemoto-Honda     | Honda            | Honda NSR 500  | 1           | Eddie Lawson         | 1–4, 6–15             |
| Marlboro Team Roberts              | Yamaha           | Yamaha YZR500  | 1           | Eddie Lawson         | 1, 8–15               |
| Marlboro Team Roberts              | Yamaha           | Yamaha YZR500  | 2           | Wayne Rainey         | alle                  |
| Marlboro Team Roberts              | Yamaha           | Yamaha YZR500  | 21          | Peter Goddard        | 15                    |
| Gauloises Blondes Yamaha / Mobil 1 | Yamaha           | Yamaha YZR500  | 3           | Christian Sarron     | 1–3, 5–6, 8–11, 13–15 |
| Gauloises Blondes Yamaha / Mobil 1 | Yamaha           | Yamaha YZR500  | 14          | Jean-Philippe Ruggia | alle                  |
| Team Lucky Strike Suzuki           | Suzuki           | Suzuki RGV 500 | 4           | Kevin Magee          | 1–2                   |
| Team Lucky Strike Suzuki           | Suzuki           | Suzuki RGV 500 | 7           | Niall Mackenzie      | 3–15                  |
| Team Lucky Strike Suzuki           | Suzuki           | Suzuki RGV 500 | 34          | Kevin Schwantz       | alle                  |
| Team Suzuki                        | Suzuki           | Suzuki RGV 500 | 40          | Satoshi Tsujimoto    | 1                     |
| La Cinq / ROC                      | Honda            | Honda NSR 500  | 5           | Pierfrancesco Chili  | 1–8, 15               |
| La Cinq / ROC                      | Honda            | Honda NSR 500  | 55          | Marco Papa           | 4–15                  |
| La Cinq / ROC                      | Honda            | Honda NSR 500  | 55          | Carl Fogarty         | 11–14                 |
| Campsa Banesto                     | Honda            | Honda NSR 500  | 6           | Sito Pons            | 1–7, 13–15            |
| Cagiva Corse                       | Cagiva           | Cagiva C590    | 8           | Ron Haslam           | 1–2, 6–14             |
| Cagiva Corse                       | Cagiva           | Cagiva C590    | 18          | Randy Mamola         | 1–2, 4–14             |
| Cagiva Corse                       | Cagiva           | Cagiva C590    | 28          | Alex Barros          | 1–14                  |
| Rothmans Honda                     | Honda            | Honda NSR 500  | 9           | Mick Doohan          | alle                  |
| Rothmans Honda                     | Honda            | Honda NSR 500  | 10          | Wayne Gardner        | 1–4, 8–15             |
| Ducados Yamaha Team                | Yamaha           | Yamaha YZR500  | 11          | Joan Garriga         | alle                  |
| Yamaha Motor Company Motorsports   | Yamaha           | Yamaha YZR500  | 15          | Norihiko Fujiwara    | 1, 8–9                |
| Tech 21 / Yamaha Motor Company     | Yamaha           | Yamaha YZR500  | 21          | Tadahiko Taira       | 1, 15                 |
| unbekannt                          | Honda            | Honda RS 500   | 17          | Peter Lindén         | 4–5, 12               |
| unbekannt                          | Honda            | Honda RS 500   | 19          | Hansjörg Butz        | 3, 5                  |
| RS Rallye Sport Team GmbH          | Honda            | Honda RS 500   | 20          | Michael Rudroff      | unbekannt             |
| RS Rallye Sport                    | Honda            | Honda RS 500   | 32 42       | Alois Meyer          | 0 (5–6)               |
| unbekannt                          | Honda            | Honda RS 500   | 23          | Esko Kuparinen       | 8, 12                 |
| Millar Racing                      | Honda            | Honda RS 500   | 24          | Eddie Laycock        | 3, 8–11, 13–15        |
| Librenti Corse                     | Honda            | Honda RS 500   | 25          | Andy Leuthe          | 3–5, 11–14            |
| FMS / N. Schmassmann               | Honda            | Honda RS 500   | 26          | Niggi Schmassmann    | 2–5, 7–8              |
| unbekannt                          | Honda            | Honda RS 500   | 30          | Martin Trösch        | 10, 13–14             |
| Motoclub Perugia                   | Honda            | Honda RS 500   | 31 37 38    | Marco Papa           | 4–15                  |
| Shell                              | Honda            | Honda RS 500   | 33 35 36 43 | Karl Truchsess       | 6–10, 14              |
| Ys Racing                          | Honda            | Honda NSR 500  | 35          | Shunji Yatsushiro    | 0 (1)                 |
| Team Elit Paton                    | Paton            | Paton V115 500 | 35 42 37    | Vittorio Scatola     | 3–5, 7–10             |
| Nescafé                            | Yamaha           | Yamaha YZR500  | 36          | Kunio Machii         | 1                     |
| Teera                              | Honda            | Honda NSR 500  | 37          | Hikaru Miyagi        | 1                     |
| Schick Advantage                   | Suzuki           | Suzuki RGV 500 | 38          | Osamu Hiwatashi      | 1                     |
| HRC / Pentax                       | Honda            | Honda NSR 500  | 39          | Shin’ichi Itō        | 1                     |
| unbekannt                          | Honda            | Honda RS 500   | 40          | Michele Valdo        | 4                     |
| UCC                                | Yamaha           | Yamaha YZR500  | 41          | Shinji Katayama      | 1                     |
| HRK Motors                         | Honda            | Honda RS 500   | 41 36       | Cees Doorakkers      | 3–15                  |
| Camel                              | Yamaha           | Yamaha YZR500  | 43          | Keiji Ohishi         | 1                     |
| unbekannt                          | Chevallier-Honda | Honda RS 500   | 43          | Rachel Nicotte       | 10, 13–14             |
| Meikoh                             | Honda            | Honda RS 500   | 44          | Kenmei Matsumoto     | 0 (1)                 |
| unbekannt                          | unbekannt        | unbekannt      | ?           | Vincenzo Cascino     | unbekannt             |
| unbekannt                          | PRP              | unbekannt      | ?           | Greg Drew            | 0 (15)                |
| unbekannt                          | Yamaha           | Yamaha YZR500  | ?           | Craig Harwood        | 0 (15)                |
| unbekannt                          | Suzuki           | Suzuki RGV 500 | ?           | Scott Mitchell       | 0 (15)                |
| Quelle:                            |                  |                |             |                      |                       |

| Legende         |
| --------------- |
| Stammfahrer     |
| Wildcard-Fahrer |
| Ersatzfahrer    |

### Rennergebnisse
|    | Datum  | Rennen                  | Strecke           | Platz 1        | Platz 2              | Platz 3             | Pole-Position  | Schn. Rennrunde |
| -- | ------ | ----------------------- | ----------------- | -------------- | -------------------- | ------------------- | -------------- | --------------- |
| 1  | 25.03. | GP von Japan            | Suzuka            | Wayne Rainey   | Wayne Gardner        | Kevin Schwantz      | Wayne Rainey   | Wayne Rainey    |
| 2  | 08.04. | GP der USA              | Laguna Seca       | Wayne Rainey   | Mick Doohan          | Pierfrancesco Chili | Wayne Gardner  | Kevin Schwantz  |
| 3  | 06.05. | GP von Spanien          | Jerez             | Wayne Gardner  | Wayne Rainey         | Kevin Schwantz      | Mick Doohan    | Mick Doohan     |
| 4  | 20.05. | GP der Nationen         | Misano            | Wayne Rainey   | Kevin Schwantz       | Mick Doohan         | Wayne Rainey   | Wayne Rainey    |
| 5  | 27.05. | GP von Deutschland      | Nürburgring       | Kevin Schwantz | Wayne Rainey         | Niall Mackenzie     | Kevin Schwantz | Kevin Schwantz  |
| 6  | 10.06. | GP von Österreich       | Salzburgring      | Kevin Schwantz | Wayne Rainey         | Mick Doohan         | Kevin Schwantz | Kevin Schwantz  |
| 7  | 17.06. | GP von Jugoslawien      | Rijeka            | Wayne Rainey   | Kevin Schwantz       | Niall Mackenzie     | Wayne Rainey   | Wayne Rainey    |
| 8  | 30.06. | 60. Dutch TT            | Assen             | Kevin Schwantz | Wayne Rainey         | Eddie Lawson        | Kevin Schwantz | Kevin Schwantz  |
| 9  | 07.07. | GP von Belgien          | Spa-Francorchamps | Wayne Rainey   | Jean-Philippe Ruggia | Eddie Lawson        | Kevin Schwantz | Wayne Rainey    |
| 10 | 22.07. | GP von Frankreich       | Le Mans           | Kevin Schwantz | Wayne Gardner        | Wayne Rainey        | Kevin Schwantz | Kevin Schwantz  |
| 11 | 05.08. | GP von Großbritannien   | Donington         | Kevin Schwantz | Wayne Rainey         | Eddie Lawson        | Wayne Gardner  | Kevin Schwantz  |
| 12 | 12.08. | GP von Schweden         | Anderstorp        | Wayne Rainey   | Eddie Lawson         | Wayne Gardner       | Kevin Schwantz | Wayne Rainey    |
| 13 | 26.08. | GP der Tschechoslowakei | Brünn             | Wayne Rainey   | Wayne Gardner        | Eddie Lawson        | Kevin Schwantz | Wayne Rainey    |
| 14 | 02.09. | GP von Ungarn           | Hungaroring       | Mick Doohan    | Eddie Lawson         | Kevin Schwantz      | Mick Doohan    | Mick Doohan     |
| 15 | 16.09. | GP von Australien       | Phillip Island    | Wayne Gardner  | Mick Doohan          | Wayne Rainey        | Mick Doohan    | Wayne Gardner   |

### Fahrerwertung
| 1  | Wayne Rainey         | Yamaha | 255 |
| 2  | Kevin Schwantz       | Suzuki | 188 |
| 3  | Mick Doohan          | Honda  | 179 |
| 4  | Niall Mackenzie      | Suzuki | 140 |
| 5  | Wayne Gardner        | Honda  | 138 |
| 6  | Joan Garriga         | Yamaha | 121 |
| 7  | Eddie Lawson         | Yamaha | 118 |
| 8  | Jean-Philippe Ruggia | Yamaha | 110 |
| 9  | Christian Sarron     | Yamaha | 84  |
| 10 | Sito Pons            | Honda  | 76  |
| 11 | Pierfrancesco Chili  | Honda  | 63  |
| 12 | Alex Barros          | Cagiva | 57  |
| 13 | Randy Mamola         | Honda  | 55  |
| 14 | Marco Papa           | Cagiva | 55  |
| 15 | Ron Haslam           | Cagiva | 46  |
| 16 | Cees Doorakkers      | Honda  | 39  |
| 17 | Eddie Laycock        | Honda  | 30  |
| 18 | Carl Fogarty         | Honda  | 24  |
| 19 | Niggi Schmassmann    | Honda  | 23  |

| 20 | Peter Lindén      | Honda            | 15 |
| 21 | Kevin Magee       | Suzuki           | 13 |
| 22 | Karl Truchsess    | Honda            | 12 |
| 23 | Tadahiko Taira    | Yamaha           | 10 |
| 24 | Peter Goddard     | Yamaha           | 8  |
| 25 | Andy Leuthe       | Honda / Librenti | 8  |
| 26 | Shin’ichi Itō     | Honda            | 7  |
| 27 | Romolo Balbi      | Honda            | 6  |
| 28 | Hikaru Miyagi     | Honda            | 5  |
|    | Michele Valdo     | Honda            | 5  |
|    | Norihiko Fujiwara | Yamaha           | 5  |
| 31 | Shinji Katayama   | Yamaha           | 4  |
| 32 | Rachel Nicotte    | Chevallier-Honda | 4  |
| 33 | Osamu Hiwatashi   | Suzuki           | 3  |
| 34 | Hansjörg Butz     | Honda            | 3  |
| 35 | Vittorio Scatola  | Paton            | 1  |
|    | Martin Trösch     | Honda            | 1  |

### Konstrukteurswertung
| 1 | Yamaha     | 272 |
| 2 | Honda      | 233 |
| 3 | Suzuki     | 223 |
| 4 | Cagiva     | 80  |
| 5 | Chevallier | 4   |
| 6 | Paton      | 1   |

## 250-cm³-Klasse

### Rennergebnisse
|    | Datum  | Rennen                  | Strecke           | Platz 1          | Platz 2            | Platz 3          | Pole-Position | Schn. Rennrunde  |
| -- | ------ | ----------------------- | ----------------- | ---------------- | ------------------ | ---------------- | ------------- | ---------------- |
| 1  | 25.03. | GP von Japan            | Suzuka            | Luca Cadalora    | Carlos Cardús      | Wilco Zeelenberg | John Kocinski | Jacques Cornu    |
| 2  | 08.04. | GP der USA              | Laguna Seca       | John Kocinski    | Luca Cadalora      | Wilco Zeelenberg | Luca Cadalora | John Kocinski    |
| 3  | 06.05. | GP von Spanien          | Jerez             | John Kocinski    | Luca Cadalora      | Helmut Bradl     | Helmut Bradl  | Luca Cadalora    |
| 4  | 20.05. | GP der Nationen         | Misano            | John Kocinski    | Helmut Bradl       | Wilco Zeelenberg | John Kocinski | John Kocinski    |
| 5  | 27.05. | GP von Deutschland      | Nürburgring       | Wilco Zeelenberg | Carlos Cardús      | John Kocinski    | Luca Cadalora | Wilco Zeelenberg |
| 6  | 10.06. | GP von Österreich       | Salzburgring      | Luca Cadalora    | Martin Wimmer      | John Kocinski    | Carlos Cardús | Luca Cadalora    |
| 7  | 17.06. | GP von Jugoslawien      | Rijeka            | Carlos Cardús    | John Kocinski      | Martin Wimmer    | John Kocinski | Reinhold Roth    |
| 8  | 30.06. | 60. Dutch TT            | Assen             | John Kocinski    | Carlos Cardús      | Wilco Zeelenberg | Carlos Cardús | John Kocinski    |
| 9  | 07.07. | GP von Belgien          | Spa-Francorchamps | John Kocinski    | Didier de Radiguès | Carlos Cardús    | John Kocinski | John Kocinski    |
| 10 | 22.07. | GP von Frankreich       | Le Mans           | Carlos Cardús    | Luca Cadalora      | Loris Reggiani   | Carlos Cardús | John Kocinski    |
| 11 | 05.08. | GP von Großbritannien   | Donington         | Luca Cadalora    | Masahiro Shimizu   | Helmut Bradl     | John Kocinski | Luca Cadalora    |
| 12 | 12.08. | GP von Schweden         | Anderstorp        | Carlos Cardús    | John Kocinski      | Masahiro Shimizu | John Kocinski | John Kocinski    |
| 13 | 26.08. | GP der Tschechoslowakei | Brünn             | Carlos Cardús    | John Kocinski      | Helmut Bradl     | Helmut Bradl  | Carlos Cardús    |
| 14 | 02.09. | GP von Ungarn           | Hungaroring       | John Kocinski    | Helmut Bradl       | Carlos Cardús    | John Kocinski | John Kocinski    |
| 15 | 16.09. | GP von Australien       | Phillip Island    | John Kocinski    | Helmut Bradl       | Luca Cadalora    | John Kocinski | John Kocinski    |

### Fahrerwertung
| 1  | John Kocinski      | Yamaha          | 223 |
| 2  | Carlos Cardús      | Honda           | 208 |
| 3  | Luca Cadalora      | Honda           | 184 |
| 4  | Helmut Bradl       | Honda           | 150 |
| 5  | Wilco Zeelenberg   | Honda           | 127 |
| 6  | Martin Wimmer      | Aprilia         | 118 |
| 7  | Masao Shimizu      | Honda           | 100 |
| 8  | Jochen Schmid      | Honda           | 92  |
| 9  | Jacques Cornu      | Honda           | 86  |
| 10 | Dominique Sarron   | Honda           | 78  |
| 11 | Àlex Crivillé      | Yamaha          | 76  |
| 12 | Didier de Radiguès | Aprilia         | 66  |
| 13 | Loris Reggiani     | Aprilia         | 63  |
| 14 | Reinhold Roth      | Honda           | 52  |
| 15 | Carlos Lavado      | Aprilia         | 37  |
| 16 | Alberto Puig       | Yamaha          | 32  |
| 17 | Paolo Casoli       | Yamaha          | 32  |
| 18 | Andreas Preining   | Aprilia / Honda | 30  |
| 19 | Marcellino Lucchi  | Aprilia         | 23  |
| 20 | Jose Morillas      | Aprilia         | 22  |
| 21 | Renzo Colleoni     | Aprilia         | 17  |
| 22 | Jorge Martínez     | JJ Cobas-Rotax  | 13  |
| 23 | Daryl Beattie      | Honda           | 13  |
| 24 | Harald Eckl        | Aprilia         | 13  |

| 25 | Toshihiko Honma     | Yamaha                 | 10 |
| 26 | Corrado Catalano    | Aprilia                | 10 |
| 27 | Tetsuya Harada      | Yamaha                 | 9  |
| 28 | Andrea Borgonovo    | Aprilia                | 9  |
| 29 | Nobuatsu Aoki       | Honda                  | 8  |
| 30 | Alberto Rota        | Aprilia                | 8  |
| 31 | Masumitsu Taguchi   | Honda                  | 7  |
| 32 | Tsumoto Udagawa     | Honda                  | 6  |
| 33 | Niall Mackenzie     | Yamaha                 | 5  |
| 34 | Junzo Suzuki        | Honda                  | 4  |
|    | Jean-Pierre Jeandat | Honda                  | 4  |
| 36 | Bernd Kassner       | Yamaha / Honda         | 4  |
|    | José Barresi        | Yamaha                 | 4  |
| 38 | Bernard Haenggeli   | Aprilia                | 4  |
| 39 | Rich Oliver         | Yamaha                 | 3  |
|    | Alan Carter         | Moriwaki-Honda / Honda | 3  |
|    | Clive Horton        | Yamaha                 | 3  |
| 42 | Kevin Mitchell      | Yamaha                 | 2  |
|    | Ateve Manley        | Yamaha                 | 2  |
| 44 | Urs Jücker          | Yamaha                 | 2  |
| 45 | Yukio Nukumi        | Yamaha                 | 1  |
|    | Jean Foray          | Yamaha                 | 1  |
|    | Ricky Rice          | Yamaha                 | 1  |

### Konstrukteurswertung
| 1 | Yamaha   | 283 |
| 2 | Honda    | 260 |
| 3 | Aprilia  | 156 |
| 4 | JJ Cobas | 14  |

## 125-cm³-Klasse

### Rennergebnisse
|    | Datum  | Rennen                  | Strecke           | Platz 1         | Platz 2             | Platz 3             | Pole-Position   | Schn. Rennrunde |
| -- | ------ | ----------------------- | ----------------- | --------------- | ------------------- | ------------------- | --------------- | --------------- |
| 1  | 25.03. | GP von Japan            | Suzuka            | Hans Spaan      | Stefan Prein        | Kohji Takada        | Kin'ya Wada     | Stefan Prein    |
| 2  | 06.05. | GP von Spanien          | Jerez             | Jorge Martínez  | Stefan Prein        | Fausto Gresini      | Jorge Martínez  | Stefan Prein    |
| 3  | 20.05. | GP der Nationen         | Misano            | Jorge Martínez  | Dirk Raudies        | Loris Capirossi     | Jorge Martínez  | Stefan Prein    |
| 4  | 27.05. | GP von Deutschland      | Nürburgring       | Doriano Romboni | Dirk Raudies        | Loris Capirossi     | Doriano Romboni | Jorge Martínez  |
| 5  | 10.06. | GP von Österreich       | Salzburgring      | Jorge Martínez  | Loris Capirossi     | Stefan Prein        | Hans Spaan      | Stefan Prein    |
| 6  | 17.06. | GP von Jugoslawien      | Rijeka            | Stefan Prein    | Loris Capirossi     | Bruno Casanova      | Jorge Martínez  | Doriano Romboni |
| 7  | 30.06. | 60. Dutch TT            | Assen             | Doriano Romboni | Bruno Casanova      | Adi Stadler         | Hans Spaan      | Doriano Romboni |
| 8  | 07.07. | GP von Belgien          | Spa-Francorchamps | Hans Spaan      | Loris Capirossi     | Bruno Casanova      | Jorge Martínez  | Hans Spaan      |
| 9  | 22.07. | GP von Frankreich       | Le Mans           | Hans Spaan      | Doriano Romboni     | Stefan Prein        | Doriano Romboni | Doriano Romboni |
| 10 | 05.08. | GP von Großbritannien   | Donington         | Loris Capirossi | Doriano Romboni     | Hans Spaan          | Stefan Prein    | Hans Spaan      |
| 11 | 12.08. | GP von Schweden         | Anderstorp        | Hans Spaan      | Alessandro Gramigni | Doriano Romboni     | Stefan Prein    | Stefan Prein    |
| 12 | 26.08. | GP der Tschechoslowakei | Brünn             | Hans Spaan      | Stefan Prein        | Alessandro Gramigni | Doriano Romboni | Dirk Raudies    |
| 13 | 02.09. | GP von Ungarn           | Hungaroring       | Loris Capirossi | Heinz Lüthi         | Bruno Casanova      | Bruno Casanova  | Bruno Casanova  |
| 14 | 16.09. | GP von Australien       | Phillip Island    | Loris Capirossi | Bruno Casanova      | Doriano Romboni     | Hans Spaan      | Doriano Romboni |

### Fahrerwertung
| 1  | Loris Capirossi     | Honda           | 182 |
| 2  | Hans Spaan          | Honda           | 173 |
| 3  | Stefan Prein        | Honda           | 169 |
| 4  | Doriano Romboni     | Honda           | 130 |
| 5  | Dirk Raudies        | Honda           | 113 |
| 6  | Jorge Martínez      | JJ Cobas-Rotax  | 105 |
| 7  | Bruno Casanova      | Honda           | 103 |
| 8  | Fausto Gresini      | Honda           | 102 |
| 9  | Alessandro Gramigni | Aprilia         | 84  |
| 10 | Heinz Lüthi         | Honda           | 78  |
| 11 | Adi Stadler         | JJ Cobas-Rotax  | 77  |
| 12 | Gabriele Debbia     | Aprilia         | 55  |
| 13 | Julián Miralles     | JJ Cobas-Rotax  | 55  |
| 14 | Maurizio Vitali     | Gazzaniga-Rotax | 44  |
| 15 | Manuel Hernández    | Honda           | 40  |
| 16 | Koji Takada         | Honda           | 39  |
| 17 | Steve Patrickson    | Honda           | 32  |
| 18 | Robin Appleyard     | Honda           | 32  |
| 19 | Alfred Waibel       | Honda           | 31  |
| 20 | Hisashi Unemoto     | Aprilia         | 30  |

| 21 | Robin Milton       | Honda          | 28 |
| 22 | Kin'ya Wada        | Honda          | 26 |
| 23 | Ralf Waldmann      | JJ Cobas-Rotax | 19 |
| 24 | Emilio Cuppini     | Honda          | 15 |
| 25 | Herri Torrontegui  | Honda          | 14 |
| 26 | Johnny Wickström   | JJ Cobas-Rotax | 13 |
| 27 | Stefan Kurfiss     | Honda          | 11 |
| 28 | Yoshifumi Ichimiya | Honda          | 8  |
| 29 | Hans Koopman       | Honda          | 7  |
| 30 | Yukio Hinokio      | Honda          | 6  |
| 31 | Domenico Brigaglia | Honda          | 6  |
| 32 | Fuyuki Yamazaki    | Honda          | 5  |
| 33 | Thierry Feuz       | Honda          | 5  |
| 34 | Noboyuki Wakai     | Honda          | 3  |
| 35 | Flemming Kistrup   | Honda          | 3  |
| 36 | Sinya Sato         | Honda          | 2  |
| 37 | Allan Scott        | Honda          | 1  |
|    | Stuart Edwards     | Honda          | 1  |
|    | Jaime Mariano      | Honda          | 1  |
|    | Antonio Sánchez    | JJ Cobas-Rotax | 1  |

### Konstrukteurswertung
| 1 | Honda     | 271 |
| 2 | JJ Cobas  | 161 |
| 3 | Aprilia   | 96  |
| 4 | Gazzaniga | 44  |
| 5 | Garelli   | 1   |

## Gespanne (500 cm³)

### Rennergebnisse
|    | Datum  | Rennen                  | Strecke           | Platz 1                        | Platz 2                        | Platz 3                             | Pole-Position                  | Schn. Rennrunde                |
| -- | ------ | ----------------------- | ----------------- | ------------------------------ | ------------------------------ | ----------------------------------- | ------------------------------ | ------------------------------ |
| 1  | 08.04. | GP der USA              | Laguna Seca       | Alain Michel / Simon Birchall  | Steve Webster / Gavin Simmons  | Steve Abbott / Shaun Smith          | Alain Michel / Simon Birchall  | Rolf Biland / Kurt Waltisperg  |
| 2  | 06.05. | GP von Spanien          | Jerez             | Steve Webster / Gavin Simmons  | Alain Michel / Simon Birchall  | Rolf Biland / Kurt Waltisperg       | Steve Webster / Gavin Simmons  | Steve Webster / Gavin Simmons  |
| 3  | 20.05. | GP der Nationen         | Misano            | Rolf Biland / Kurt Waltisperg  | Steve Webster / Gavin Simmons  | Egbert Streuer / Geral de Haas      | Alain Michel / Simon Birchall  | Rolf Biland / Kurt Waltisperg  |
| 4  | 27.05. | GP von Deutschland      | Nürburgring       | Steve Webster / Gavin Simmons  | Paul Güdel / Charly Güdel      | Steve Abbott / Shaun Smith          | Alain Michel / Simon Birchall  | Egbert Streuer / Geral de Haas |
| 5  | 10.06. | GP von Österreich       | Salzburgring      | Egbert Streuer / Geral de Haas | Steve Webster / Gavin Simmons  | Alain Michel / Simon Birchall       | Alain Michel / Simon Birchall  | Egbert Streuer / Geral de Haas |
| 6  | 17.06. | GP von Jugoslawien      | Rijeka            | Alain Michel / Simon Birchall  | Egbert Streuer / Geral de Haas | Steve Webster / Gavin Simmons       | Rolf Biland / Kurt Waltisperg  | Alain Michel / Simon Birchall  |
| 7  | 30.06. | 60. Dutch TT            | Assen             | Alain Michel / Simon Birchall  | Rolf Biland / Kurt Waltisperg  | Egbert Streuer / Geral de Haas      | Alain Michel / Simon Birchall  | Rolf Biland / Kurt Waltisperg  |
| 8  | 07.07. | GP von Belgien          | Spa-Francorchamps | Egbert Streuer / Geral de Haas | Alain Michel / Simon Birchall  | Yoshisada Kumagaya / Brian Houghton | Steve Webster / Gavin Simmons  | Egbert Streuer / Geral de Haas |
| 9  | 22.07. | GP von Frankreich       | Le Mans           | Steve Webster / Gavin Simmons  | Egbert Streuer / Geral de Haas | Steve Abbott / Shaun Smith          | Steve Webster / Gavin Simmons  | Alain Michel / Simon Birchall  |
| 10 | 05.08. | GP von Großbritannien   | Donington         | Egbert Streuer / Geral de Haas | Alain Michel / Simon Birchall  | Rolf Biland / Kurt Waltisperg       | Steve Webster / Gavin Simmons  | Egbert Streuer / Geral de Haas |
| 11 | 12.08. | GP von Schweden         | Anderstorp        | Alain Michel / Simon Birchall  | Egbert Streuer / Geral de Haas | Rolf Biland / Kurt Waltisperg       | Alain Michel / Simon Birchall  | Egbert Streuer / Geral de Haas |
| 12 | 26.08. | GP der Tschechoslowakei | Brünn             | Alain Michel / Simon Birchall  | Steve Webster / Gavin Simmons  | Alfred Zurbrügg / Martin Zurbrügg   | Egbert Streuer / Geral de Haas | Markus Egloff / Urs Egloff     |
| 13 | 02.09. | GP von Ungarn           | Hungaroring       | Paul Güdel / Charly Güdel      | Rolf Biland / Kurt Waltisperg  | Egbert Streuer / Scott Whiteside    | Alain Michel / Simon Birchall  | Paul Güdel / Charly Güdel      |

### Fahrerwertung
| 1  | Alain Michel       | Simon Birchall                                                            | LCR-Krauser                          | 178 |
| 2  | Egbert Streuer     | Geral de Haas bzw. Scott Whiteside                                        | LCR-Yamaha                           | 167 |
| 3  | Steve Webster      | Gavin Simmons                                                             |                                      | 166 |
| 4  | Rolf Biland        | Kurt Waltisperg                                                           |                                      | 134 |
| 5  | Paul Güdel         | Charly Güdel                                                              | LCR-Yamaha                           | 125 |
| 6  | Steve Abbott       | Shaun Smith                                                               | Windle-Yamaha / LCR-Yamaha / LCR-JPX | 117 |
| 7  | Yoshisada Kumagaya | Brian Houghton Wolfgang Bock                                              | Windle-JPX / LCR-JPX                 | 115 |
| 8  | Markus Egloff      | Urs Egloff                                                                | SMS-Yamaha                           | 114 |
| 9  | Masato Kumano      | Eckart Rösinger                                                           | LCR-TEC                              | 89  |
| 10 | Alfred Zurbrügg    | Martin Zurbrügg                                                           |                                      | 82  |
| 11 | Derek Jones        | Peter Brown                                                               | LCR-Yamaha                           | 71  |
| 12 | Ralph Bohnhorst    | Thomas Böttcher                                                           | LCR-Yamaha                           | 48  |
| 13 | Theo van Kempen    | Jan Kuyt                                                                  |                                      | 47  |
| 14 | Fritz Stölzle      | Hubert Stölzle                                                            |                                      | 37  |
| 15 | Barry Brindley     | Julian Tailford bzw. Graham Rose bzw. Steve Parker                        | LCR-Yamaha                           | 35  |
| 16 | René Progin        | Gary Irlam                                                                |                                      | 30  |
| 17 | Klaus Klaffenböck  | Christian Parzer                                                          | LCR-Yamaha                           | 30  |
| 18 | Barry Smith        | David Smith                                                               | Windle-ADM                           | 26  |
| 19 | Tony Wyssen        | Kilian Wyssen                                                             |                                      | 24  |
| 20 | Billy Gällros      | Peter Lindén bzw. Mikael Melander bzw. Peter Berglund                     | Streuer-Yamaha                       | 18  |
| 21 | Tony Baker         | Trevor Hopkinson bzw. Trevor Crone bzw. Phillip Coombes bzw. Kevin Morgan | LCR-Yamaha                           | 16  |
| 22 | Bernd Scherer      | Bruno Hiller                                                              |                                      | 11  |
| 23 | Kenny Howles       | Steve Pointer                                                             |                                      | 8   |
| 24 | Wolfgang Stropek   | Karl Paul bzw. Robert Aichlseder                                          | LCR-ADM                              | 6   |
| 25 | Gary Thomas        | Tony Strevens                                                             |                                      | 3   |
| 26 | Hans Hügli         | Adolf Hänni                                                               | LCR-Yamaha                           | 3   |

### Konstrukteurswertung
Der Konstrukteurstitel wurde LCR-Krauser zuerkannt.